# Myiopharus brasiliensis
Myiopharus brasiliensis là một loài ruồi trong họ Tachinidae.